# 彭浦公園
彭浦公園是中華人民共和國上海市靜安區彭浦新村的配套公園，面积為3.27公顷，1984年12月28日投入使用。2008年12月至2009年5月，當局對該公園進行改造。